# Camptoloma
Camptoloma là một chi bướm đêm thuộc họ Arctiidae.

## Các loài
- Camptoloma bella M. Wang & G.H. Huang, 2005
- Camptoloma binotatum Butler, 1881
- Camptoloma carum Kishida, 1984
- ?Camptoloma designata Mell, 1943
- ?Camptoloma erythropygum Felder, 1874
- ?Camptoloma flagrans Swinhoe, 1893
- Camptoloma interiorata (Walker [1865])
- Camptoloma kishidai M. Wang & G.H. Huang, 2005
- Camptoloma mangpua Zolotuhin & Witt, 2000
- ?Camptoloma pallida Mell, 1943
- Camptoloma quimeiae Buchsbaum & M.Y. Chen, 2010
- ?Camptoloma rubrescens Mell, 1943
- Camptoloma vanata Fang, 1994